# Лажинья
Лажинья (порт. Lajinha) — муниципалитет в Бразилии, входит в штат Минас-Жерайс. Составная часть мезорегиона Зона-да-Мата. Находится в составе крупной городской агломерации. Входит в экономико-статистический микрорегион Маньюасу. Население составляет 21 226 человек на 2006 год. Занимает площадь 429,303 км². Плотность населения — 49,4 чел./км².
Праздник города — 22 июня.

## История
Город основан 17 декабря 1938 года.

## Статистика
- Валовой внутренний продукт на 2003 год составляет 58 269 550,00 реалов (данные: Бразильский институт географии и статистики).
- Валовой внутренний продукт на душу населения на 2003 год составляет 2849,79 реалов (данные: Бразильский институт географии и статистики]]).
- Индекс развития человеческого потенциала на 2000 год составляет 0,694 (данные: Программа развития ООН).

## География
Климат местности: горный тропический.